# Магдаліна (Нью-Мексико)
Магдаліна (англ. Magdalena) — селище (англ. village) в США, в окрузі Сокорро штату Нью-Мексико. Населення — 806 осіб (2020).

## Географія
Магдаліна розташована за координатами 34°6′34″ пн. ш. 107°13′54″ зх. д. / 34.10944° пн. ш. 107.23167° зх. д. (34.109424, -107.231660).  За даними Бюро перепису населення США в 2010 році селище мало площу 16,22 км², уся площа — суходіл.

### Клімат
| Клімат : Магдаліна                           | Клімат : Магдаліна | Клімат : Магдаліна | Клімат : Магдаліна | Клімат : Магдаліна | Клімат : Магдаліна | Клімат : Магдаліна | Клімат : Магдаліна | Клімат : Магдаліна | Клімат : Магдаліна | Клімат : Магдаліна | Клімат : Магдаліна | Клімат : Магдаліна | Клімат : Магдаліна |
| Показник                                     | Січ.               | Лют.               | Бер.               | Квіт.              | Трав.              | Черв.              | Лип.               | Серп.              | Вер.               | Жовт.              | Лист.              | Груд.              | Рік                |
| Абсолютний максимум, °C                      | 25,6               | 23,9               | 28,9               | 32,2               | 34,4               | 38,9               | 38,9               | 37,2               | 36,1               | 31,7               | 25,6               | 23,9               | 38,9               |
| Середній максимум, °C                        | 8,8                | 11,3               | 14,6               | 19,4               | 24,6               | 29,9               | 30,2               | 28,8               | 25,8               | 20,8               | 14,6               | 9,7                | 19,8               |
| Середній мінімум, °C                         | −6,8               | −5                 | −2,2               | 1,7                | 6,3                | 11,3               | 13,7               | 12,7               | 9,3                | 3,2                | −2,8               | −6,3               | 2,9                |
| Абсолютний мінімум, °C                       | −31,1              | −21,1              | −17,8              | −12,2              | −6,7               | 1,1                | 1,7                | 2,2                | −6,7               | −12,2              | −24,4              | −29,4              | −31,1              |
| Норма опадів, мм                             | 12                 | 11                 | 12                 | 15                 | 15                 | 18                 | 63                 | 70                 | 41                 | 23                 | 10                 | 15                 | 306                |
| -------------------------------------------- | ------------------ | ------------------ | ------------------ | ------------------ | ------------------ | ------------------ | ------------------ | ------------------ | ------------------ | ------------------ | ------------------ | ------------------ | ------------------ |
| Джерело: The Western Regional Climate Center |                    |                    |                    |                    |                    |                    |                    |                    |                    |                    |                    |                    |                    |

## Демографія
Згідно з переписом 2010 року, у селищі мешкало 938 осіб у 395 домогосподарствах у складі 250 родин. Густота населення становила 58 осіб/км².  Було 485 помешкань (30/км²).
Расовий склад населення:
| - 73,0 % — білих - 13,2 % — корінних американців - 0,5 % — чорних або афроамериканців - 0,1 % — вихідців з тихоокеанських островів - 0,1 % — азіатів - 8,8 % — осіб інших рас |

До двох чи більше рас належало 4,2 %. Частка іспаномовних становила 45,0 % від усіх жителів.
За віковим діапазоном населення розподілялося таким чином: 23,9 % — особи молодші 18 років, 56,4 % — особи у віці 18—64 років, 19,7 % — особи у віці 65 років та старші. Медіана віку мешканця становила 46,7 року. На 100 осіб жіночої статі у селищі припадало 93,0 чоловіків;  на 100 жінок у віці від 18 років та старших — 96,7 чоловіків також старших 18 років.
Середній дохід на одне домашнє господарство  становив 36 269 доларів США (медіана — 25 735), а середній дохід на одну сім'ю — 51 528 доларів (медіана — 40 938). За межею бідності перебувало 10,1 % осіб, у тому числі 0,0 % дітей у віці до 18 років та 8,2 % осіб у віці 65 років та старших.
Цивільне працевлаштоване населення становило 173 особи. Основні галузі зайнятості: роздрібна торгівля — 51,4 %, освіта, охорона здоров'я та соціальна допомога — 28,9 %, публічна адміністрація — 9,8 %, інформація — 4,0 %.